# Kublov
Kublov – wieś i gmina w Czechach, w powiecie Beroun, w kraju środkowoczeskim. Według danych z dnia 1 stycznia 2023 liczyła 665 mieszkańców.